# Râul Bunila
Râul Bunila este un curs de apă, afluent al râului Cerna. 